# Huacrapuquio (distrito)

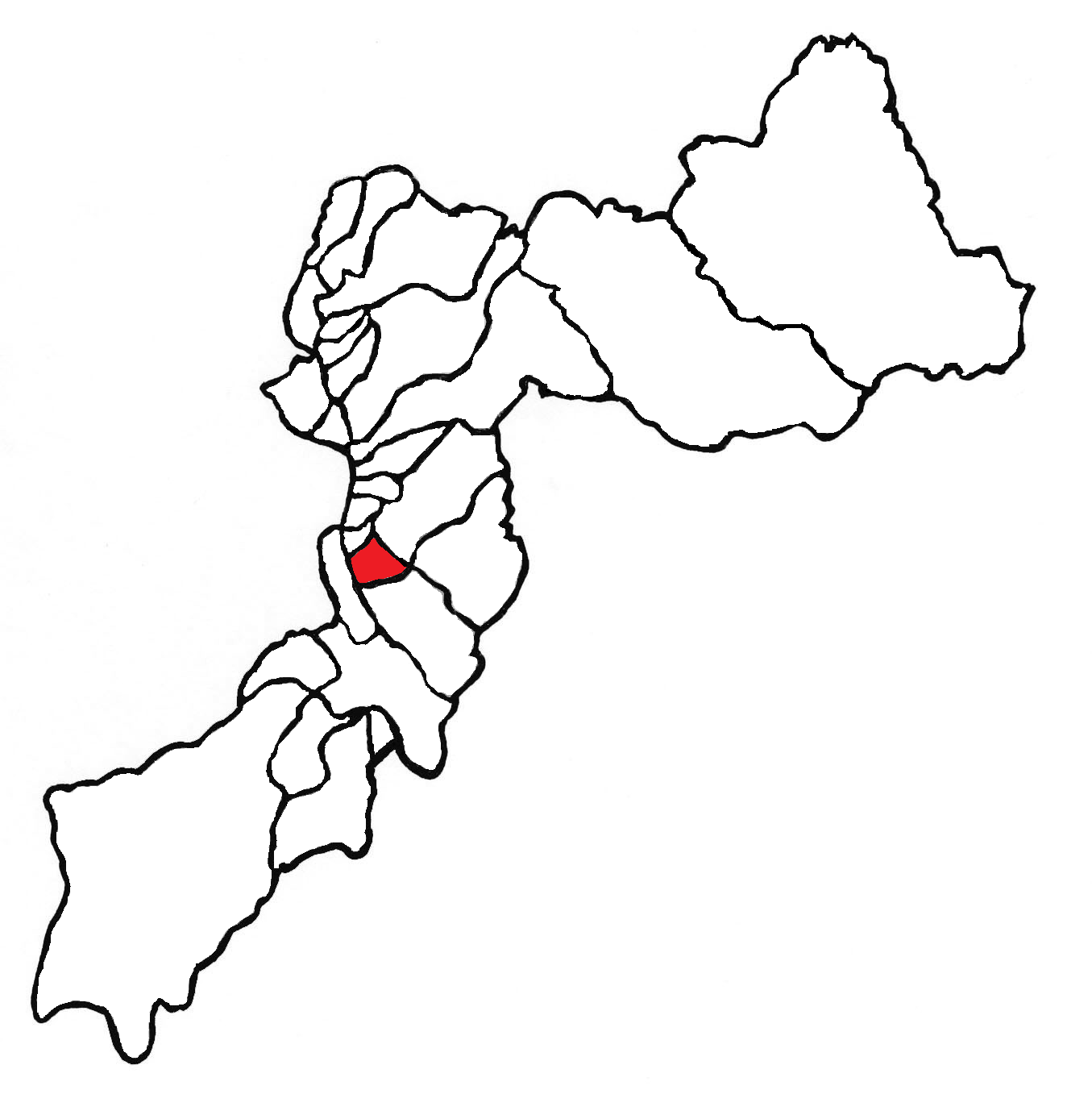
Huacrapuquio, em Huancayo

Huacrapuquio é um distrito da província de Huancayo, localizado do Departamento de Junín, Peru.

## Transporte
O distrito de Huacrapuquio não é servido pelo sistema de estradas terrestres do Peru.